# Ngwe
Le ngwe (ou bamileke-ngwe, fomopea, fontem, nwe, nweh) est une langue bamiléké parlée dans le Sud-Ouest du Cameroun, le département du Lebialem, à l'ouest de la ville de Dschang. Elle est proche du yemba et du ngiemboon. 
En 2001, le nombre de locuteurs était estimé à 73 200.

## Écriture
| a | b | c | d | e | ə | ɛ  | f | g | gh | '  | h | i | j | k | kh | l |
| m | n | ŋ | o | ɔ | p | pf | r | s | t  | ts | u | ʉ | v | w | y  | z |